# Friedrich Karl Bauer
Friedrich Karl Bauer, auch Friedrich-Karl Bauer, (* 22. Mai 1912 in Stettin; † 1991) war ein deutscher Gestapo-Beamter, SS-Obersturmführer und späterer Mitarbeiter des Bundesamtes für Verfassungsschutz, der nach 1945 in Westdeutschland lebte und arbeitete. 1954 wurde er von der DDR-Staatssicherheit aus Westdeutschland entführt, in die DDR verschleppt und dort in einem Geheimprozess wegen gegen die DDR gerichteter Tätigkeit zu einer langen Freiheitsstrafe verurteilt. Nach elfeinhalb Jahren DDR-Haft im Zuchthaus Bautzen II kaufte die Bundesrepublik Bauer 1965 – mittlerweile gesundheitlich schwer geschädigt durch unzureichende ärztliche Behandlung und Misshandlungen – frei.

## Leben bis Ende des NS-Regimes
Von Beruf war Bauer Kriminalbeamter. Ab März 1939 gehörte er der Gestapo in Prag an. Als Kriminalkommissar wurde er Ende 1944 zur Sicherheitspolizei nach Stettin versetzt. Der NSDAP trat er im Juni 1930 bei und erhielt die Mitgliedsnummer 247.163. Am 1. November 1933 trat er der Allgemeinen SS bei (SS-Nr. 123.816) und wurde am 13. September 1936 zum SS-Untersturmführer befördert. Sein letzter Dienstgrad war SS-Obersturmführer.
Bauer begann seinen Dienst am 1. November 1933 bei der Kriminalpolizei Stettin. Im Juni 1938 wurde er als Postenführer zum Grenzpolizeikommissariat Waldshut/Oberrhein versetzt. Im Zuge der Annexion Tschechiens kam er am 15. März 1939 zur Gestapo in Prag, wo er bis Mai 1943 als Kriminaloberassistent dem Referat Böhmen und Mähren angehörte. Von Mai 1943 bis Juni 1943 absolvierte Bauer einen sogenannten Ausleselehrgang für Kommissaranwärter in Prag und besuchte anschließend bis Ende August dieses Jahres einen weiteren Lehrgang in Bernau bei Berlin. Danach war er an verschiedenen Dienststellen tätig. In Rabka-Zdrój absolvierte Bauer im Juni 1944 einen Kommissarlehrgang. Anschließend wurde er zum Kriminalkommissar ernannt und dann nach Frankfurt (Oder) zur Sicherheitspolizei versetzt. Nach der Auflösung seiner Dienststelle im Januar 1945 mussten er und seine Kollegen Stettin verteidigen. Dabei wurde Bauer verwundet.

## Nachkriegstätigkeit
Bauer ging nach Kriegsende in die Westzonen Deutschlands, aus denen die Bundesrepublik Deutschland entstand. 1949 engagierte ihn die CIA. Anfang der 1950er Jahre bewarb er sich beim Bundesamt für Verfassungsschutz (BfV). Ende 1952 wurde Bauer dort hauptamtlicher Mitarbeiter und gehörte zur Außenstelle Hannover. Diese trug intern die Bezeichnung Bundesnachrichtenstelle Niedersachsen (Bunast NS). Aufgabe der Bunast war die Beschaffung von Informationen aus der DDR. Bauer wohnte und arbeitete in Goslar. Er hatte Verbindungen anzubahnen, indem er Personen ansprach, die in der DDR wohnten und die für eine Spionagetätigkeit geeignet erschienen. Er sollte diese Personen anwerben und nach Bewährung während einer Probezeit als V-Leute führen.
Weiterhin hatte Bauer die Aufgabe, die nahe gelegene sogenannte Grenze zur DDR, deren Befestigungen sowie die Überwachungsmaßnahmen durch die Deutsche Grenzpolizei zu beobachten.

## Entführung in die DDR und dortige Verurteilung
Einer der von Bauer angeworbenen V-Leute war der Lehrer Friedrich Wilhelm Schulz, der in einem Ort im Harz in der DDR lebte und häufig illegal über die wenig gesicherte Grenze in die Bundesrepublik wechselte, um kleine Geschäfte zur Aufbesserung seines Lebensunterhaltes zu tätigen. Bauer rekrutierte Schulz im Juni 1953, dieser hatte sich jedoch bereits am 3. November 1952 unter dem Decknamen „Zwiebel“ als geheimer Informant der Staatssicherheit verpflichtet. Schulz war nunmehr Doppelagent der DDR, Bauer ahnte nicht, in welcher Gefahr er schwebte.
Am 17. Juli 1954 kam es zur Entführung Bauers in die DDR, bei der Schulz als Lockvogel fungierte. Bauer wurde bei einem vermeintlichen Treffen mit Schulz in der Nähe des Eckertals bei Bad Harzburg durch auf westdeutsches Gebiet vorgedrungene Agenten des Staatssekretariats für Staatssicherheit zu Boden geschlagen, gefesselt und in die DDR entführt. Damit gehört er zu den rund 400 Bewohnern der Bundesrepublik, welche das MfS/SfS zwischen 1949 und 1989 aus der Bundesrepublik entführte. Diese Entführungen hatten das Ziel, „die Opfer in der DDR vor Gericht zu stellen“. Sie wurden in durch das Ministerium für Staatssicherheit (MfS) beherrschten politischen Verfahren zu langjährigen Gefängnisstrafen verurteilt.
Auf Geheiß des SfS eröffnete das Bezirksgericht Rostock am 14. September 1955 einen Geheimprozess gegen Bauer. Die Anklage warf ihm unter Anwendung damals noch gültiger Bestimmungen der Alliierten, namentlich des Kontrollratsgesetzes Nr. 10 und der Kontrollratsdirektive Nr. 38, verbrecherische Handlungen gegen die Bevölkerung der Tschechoslowakei im Zweiten Weltkrieg in Prag vor, außerdem aktuelle Verbrechen gegen die DDR. Seine Entführung blieb dabei unbeachtet. Schon alleine die Tatsache, dass er im Krieg im deutsch besetzen Prag gewesen war und bei der Gestapo gearbeitet hatte, genügte dem Gericht, um Bauer als Kriegsverbrecher einzustufen. Konkrete Straftaten warf man ihm nicht vor, Opfer wurden namentlich nicht benannt. Auch Zeugen waren nicht geladen und das Gericht stellte keine eigenen Ermittlungen an. Bauer selbst gab zu, dass er im Rahmen seiner Arbeit als Kriminaloberassistent an Verhaftungsaktionen gegen Angehörige des tschechoslowakischen Widerstandes beteiligt war. Er stritt aber ab, etwas mit Verurteilungen und Folter zu tun gehabt zu haben. Deshalb führte das Gericht den Inhalt eines Briefes des Ministeriums des Innern der Tschechoslowakischen Republik vom 16. Mai 1955 in das Verfahren ein, in dem behauptet wurde, dass Bauer einer der „gefürchtetsten Mitarbeiter“ der Gestapo gewesen sei. Ihm seien die „standhaftesten Widerstandskämpfer zu Verhören übergeben worden, bei denen er sie mit furchtbaren Misshandlungen zu Geständnissen gezwungen hätte“. Die Richter benutzten diese Äußerungen als Grundlage für die Verurteilung und erklärte sie mit folgenden Worten für glaubwürdig:

„Das Gericht hatte ausserdem keine Veranlassung an der Richtigkeit der Mitteilung über das Verhalten des Angeklagten in Prag zu zweifeln, da diese von einem Organ der Staatsmacht der Tschechoslowakischen Republik stammte, mit der die DDR in engster Freundschaft verbunden ist. Aus diesem Grunde hielt das Gericht es auch nicht für erforderlich, dem Antrage der Verteidigung zu entsprechen und zu diesem Punkte noch weiter Zeugen zu hören.“

Die Verbrechen gegen die DDR wurden vor allem mit der Verletzung des Artikel 6 der Verfassung der DDR und hier besonders der Boykotthetze begründet. Schon einen Tag später fiel das Urteil. Das Gericht verurteilte Bauer zu einer lebenslangen Zuchthausstrafe.
Gegen diese Entscheidung legte Bauer Berufung ein, das Oberste Gericht der DDR in Berlin verhandelte sie am 4. November 1955. Die Verurteilung nach den Kontrollratsbestimmungen wurde aufgehoben, die wegen der Verletzung der Verfassung der DDR blieb bestehen. Die Anwendung der Kontrollratsgesetze und der Kontrollratsdirektive waren für den Bereich der DDR vom Ministerrat der UdSSR am 20. September außer Kraft gesetzt worden, die Verurteilung wegen der angeblichen Taten in Prag stützte sich nun aber auf andere Paragraphen. Bauer wurde hinsichtlich der angeblich begangenen NS-Verbrechen wegen „Beihilfe zum Mord in vier Fällen – §§ 49, 211 StGB“ verurteilt. Die lebenslängliche Haftstrafe blieb bestehen.

## Zeit in der DDR-Haft
Bereits während seiner Untersuchungshaft war Bauer als Belastungszeuge im Gehlen-Prozess gegen Karli Bandelow, Ewald Misera und andere eingesetzt, der im November 1954 im Rahmen der „Aktion Pfeil“ des Staatssekretariats für Staatssicherheit angestrengt worden war. Bauers Aussage betraf nicht die Angeklagten selbst, sondern richtete sich gegen die Organisation Gehlen im Allgemeinen. Der Prozess endete mit Todesurteilen gegen Bandelow und Misera. Die übrigen Angeklagten erhielten mehrjährige Haftstrafen. In der Haft wurde Bauer neun Jahre lang streng isoliert; er war in einem separaten Teil des Zuchthauses Bautzen untergebracht. In der Haftzeit ereilten ihn mehrere schwere Krankheiten, sodass er bei seiner Freilassung 1965 70-prozentiger Invalide war.

## Rückkehr in die Bundesrepublik
In der Bundesrepublik war über das Schicksal Bauers wenig bekannt geworden. Das BfVS hatte erfolglose Ermittlungen angestellt. Es war sogar vermutet worden, dass Bauer freiwillig als Doppelagent des Staatssicherheitsdienstes übergelaufen sei, denn das SfS hatte seine Entführung so inszeniert, dass sie wie ein freiwilliges Sich-Absetzen in die DDR aussah. Ab 1961 kümmerte sich der neue Leiter der Abteilung Beschaffung im BfVS Hans Josef Horchem um den Fall Bauer, der von seinen Vorgängern mit dem Vermerk „eine weitere Aufklärung ist nicht möglich. Alle Versuche Bauer aus der DDR herauszuholen, sind gescheitert“ abgeschlossen worden war. Es gab schwierige Verhandlungen mit der DDR über eine Gefangenenfreikaufaktion. Der Unterhändler für die DDR, der Rechtsanwalt Wolfgang Vogel, erklärte immer wieder, dass aus Sicht der DDR eine Freilassung nicht möglich sei. Der Grund war nach einer Vermutung von Horchem die Besorgnis der DDR-Behörden, die Freilassung Bauers könne eine Berichterstattung in der westdeutschen Presse nach sich ziehen, die die „menschenverachtenden Praktiken des MfS“ erneut thematisieren würde. Bauer war schließlich in Horchems Zeit der letzte BfS-Mitarbeiter in DDR-Haft, als plötzlich im Rahmen einer Agenten-Austauschaktion, an der die Sowjetunion beteiligt war, die Freilassung Bauers verfügt wurde. Am 9. Dezember 1965 kehrte Bauer in die Bundesrepublik zurück. Erst durch Bauers Aussagen nach seiner Rückkehr wurden die Behörden über Friedrich Wilhelm Schulz’ Rolle informiert. Es stellte sich heraus, dass dieser schon 1957 in die Bundesrepublik geflüchtet war. Schulz wurde vor Gericht gestellt und zu sieben Jahren Zuchthaus verurteilt. Erst jetzt bemerkte Bauer, dass das BfV bereits drei Monate nach seiner Entführung 1954 sämtliche Gehaltszahlungen eingestellt hatte und er als Agent „abgeschaltet“ worden war. Eine bei der Polizei Bad Harzburg durch seinen Bruder gestellte Strafanzeige wegen Entführung im Jahre 1954 war nicht bearbeitet worden. Sämtliche Ermittlungen zu diesem Vorgang waren vom Bundesamt für Verfassungsschutz untersagt worden.
Zwei Monate nach der Rückkehr wurde Bauer vom Bundesinnenministerium genötigt, eine Erklärung zu unterschreiben, wonach er nach Auszahlung der Hälfte der während seiner Inhaftierung in der DDR fälligen Dienstbezüge keine Ansprüche mehr zu stellen habe. Nach erfolgreicher Anfechtung dieser aus Unkenntnis der Rechtslage gegebenen Unterschrift wurde er schließlich im Frühjahr 1967 voll entschädigt und erhielt auch ein Dienstleistungszeugnis. Trotzdem wurde er aber auf eine rangniedrigere Stelle zurückgestuft.

## Prozesse gegen Entführer
Nach der Wiedervereinigung Deutschlands wurde 1996 von der Staatsanwaltschaft II Berlin gegen fünf weitere an der Entführung beteiligte Stasi-Mitarbeiter Anklage wegen gemeinschaftlich begangener Freiheitsberaubung erhoben. Im anschließenden Prozess wurden 1998 der Leiter der Magdeburger Bezirksverwaltung der Staatssicherheit (BVS) Gerhard M. und zwei seiner Mitarbeiter zu Freiheitsstrafen von zehn bzw. acht Monaten auf Bewährung verurteilt. Ein Verfahren gegen einen weiteren Mitarbeiter wurde eingestellt. Der ebenfalls angeklagte Chef der Abteilung 4 der Hauptabteilung II im Staatssekretariat für Staatssicherheit, Helmut T., verstarb vor Ende des Verfahrens.